# Suctobelbella minor
Suctobelbella minor är en kvalsterart som först beskrevs av Mihelcic 1958.  Suctobelbella minor ingår i släktet Suctobelbella och familjen Suctobelbidae. Inga underarter finns listade i Catalogue of Life.